# Zapora przeciwrumowiskowa
Zapora przeciwrumowiskowa – zapora, której nadrzędnym celem jest zatrzymywanie rumowiska, głównie rumoszu o frakcji toczyn i wleczyn, a tym samym ochrona terenów położonych poniżej budowli przed wezbraniami i rumowiskiem; w mniejszym stopniu wyrównywanie przepływu potoku. Jest to budowla poprzeczna przegradzająca łożysko potoku, której wysokość w koronie jest zwykle wyższa od poziomu wielkich wód. Składa się z: muru czołowego z przelewem zwanym gardłem, niecki spadowej ograniczonej ścianami bocznymi i progiem oraz przeciwprzegrody; inne elementy w obrębie i sąsiedztwie zapory przeciwrumowiskowej to: progi, stopnie, szykany, okienka osączające.